# Линхэ
Линхэ́ (кит. упр. 凌河, пиньинь Línghé) — район городского подчинения городского округа Цзиньчжоу провинции Ляонин (КНР). Политический и экономический центр Цзиньчжоу.

## История
Район был создан в 1959 году путём объединения районов Цзиньте (锦铁区) и Цзиньхуа (锦华区).

## Административное деление
Район Линхэ делится на 11 уличных комитетов.